# Lijst van kastelen in Finland
Dit is een incomplete lijst van kastelen en forten in Finland.
| naam                    | plaats       | bouwjaar                         | toelichting | afbeelding |
| ----------------------- | ------------ | -------------------------------- | --- | ---------- |
| Olavinlinna             | Savonlinna   | 1475                             | gerestaureerd kasteel |            |
| Kasteel Turku           | Turku        | 1280                             | gerestaureerd kasteel |            |
| Häme                    | Hämeenlinna  | 1320                             | gerestaureerd kasteel |            |
| Suomenlinna             | Helsinki     | 1748                             | gerestaureerd zeefort op eilanden voor de kust van Helsinki; heeft vroeger ook 'Sveaborg' geheten werelderfgoed                                                                                          |            |
| Kastelholm              | Sund (Åland) | 1384                             | Gerestaureerd kasteel, voorheen bestuurlijk centrum van Åland |            |
| Raseborg                | Raseborg     | 1378                             | kasteel; deels Ruïne |            |
| Hamina                  | Hamina       | 1720                             | fortruïne |            |
| Kärnäkoski              | Savitaipale  | 1791                             | ruïne van fort |            |
| Bomarsund               | Sund (Åland) | 1832                             | nooit voltooid Russisch fort |            |
| Svartholm               | Loviisa      | 1749                             | Fort, in 1855 tijdens de Krimoorlog door de Britten verwoest. |            |
| Zeevesting Ruotsinsalmi | Kotka        | 1794                             | Zeevesting, tijdens de Krimoorlog door de Britten zwaar beschadigd. |            |
| Hakoinen                | Janakkala    | vermoedelijk eind 13e eeuw       | nagenoeg geheel verdwenen kasteelruïne op een steile rots |            |
| Kajaani                 | Kajaani      | 1604                             | Aanvankelijk gebouwd als kasteel; rond 1650 versterkt tot fort; tijdens de Grote Noordse Oorlog door de Russen veroverd en opgeblazen; sindsdien een ruïne.                                              |            |
| Kuusisto                | Kaarina      | 1400                             | Middeleeuwse bisschoppelijke residentie; in 1528 tijdens de reformatie vernield in opdracht van Gustaaf I van Zweden. Sindsdien een ruïne.                                                               |            |
| Brahelinna              | Ristiina     | 1646                             | ruïne van kasteel |            |
| Lieto                   | Lieto        | late bronstijd (1500-500 v Chr.) | Archeologische opgraving: versterkte heuvel, motte met fortificaties van voornamelijk hout. |            |
| Stenberga               | Masku        | 1200                             | Verdwenen klein middeleeuws kasteel, gelegen op een steile rots. In de 15e eeuw afgebroken om te worden hergebruikt voor een nabijgelegen klooster. Alleen nog fundering aanwezig.                       |            |
| Liinmaa                 | Eurajoki     | 1397                             | voormalig middeleeuws kasteel; er resteren nu alleen nog kleine aarden wallen |            |
| Kokemäki                | Kokemäki     | 1324                             | kasteel |            |
| Oulu                    | Oulu         | 1375                             | Huidig kasteel gebouwd in 1590, op de fundamenten van meerdere eerdere kastelen op deze plaats. In 1715 door de Russen platgebrand en in 1793 ontploft toen de kruitopslag werd geraakt door de bliksem. |            |
| Sibbesborg              | Sipoo        | 1400                             | Middeleeuwse burcht uit de late 14e eeuw. Momenteel resteren alleen een paar aarden wallen. |            |
| Junkarsborg             | Karis        | 1500                             | Middeleeuws kasteel uit de vroege 14e eeuw op een eilandje op de rivier Svartå. Er is nu alleen nog een rechthoekige aarden wal over.                                                                    |            |